# Janovský mokřad
Janovský mokřad je přírodní rezervace ve správních územích obcí Nýřany, Přehýšov a Úherce v okrese Plzeň-sever v Plzeňském kraji. Tvoří jej komplex mokřadních biotopů, úhorů a suchých trávníků s výskytem vzácných živočichů, ke kterým patří jeřáb popelavý nebo bobr evropský.

## Historie
Místní název Janov je odvozen od stejnojmenného rybníka s rozlohou 130 hektarů a vsi, jejichž zakladatelem byl ve čtrnáctém století snad chotěšovský probošt Jan. Vesnice stávala na severovýchodním břehu rybníka a zanikla nejspíše v patnáctém století. Její součástí byla i tvrz, která existovala až do doby okolo roku 1600. V osmnáctém století se pod rybniční hrází nacházely hájovna a mlýn. Rybník byl v roce 1874 vysušen a pod hrází vznikl poplužní dvůr, jehož budovy stály ještě v polovině dvacátého století. Těleso dálnice D5 rozdělilo plochu bývalého rybníka na dvě části, přičemž původní zástavba stála mimo chráněné území. Prostor vysušeného rybníka byl do poloviny dvacátého století využíván jako orná půda a vlhčí oblasti sloužily jako louky. Na konci devatenáctého století byl vybudován kanál spojující Vejprnický a Luční potok, který umožnil zachovat v Lučním potoce stejné průtoky jako v době existence rybníka. Ve druhé polovině dvacátého století došlo k zalesnění severozápadní části území, ale hospodaření v lese je omezeno zamokřením až zaplavením porostu.
Chráněné území vyhlásil Krajský úřad Plzeňského kraje v kategorii přírodní rezervace s účinností od 26. června 2021.

## Přírodní poměry

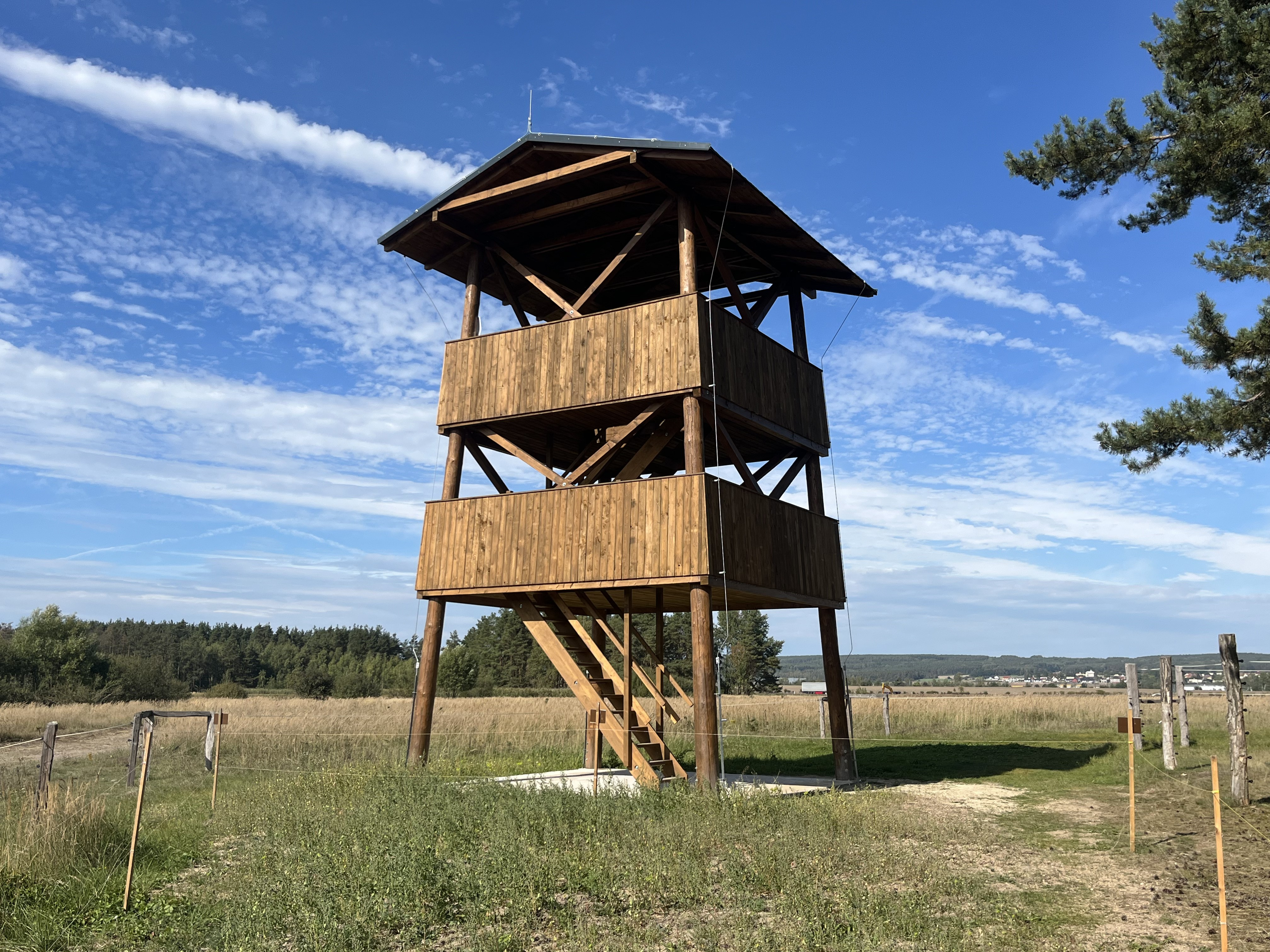
Pozorovatelna

Přírodní rezervace s rozlohou 71,81 hektarů leží v nadmořské výšce 341–344 metrů v katastrálních územích Nýřany, Přehýšov a Úherce u Nýřan.

### Abiotické poměry
Geologické podloží rezervace tvoří převážně nezpevněné říční sedimenty. Na okrajích na ně navazují nezpevněné kamenité až hlinitokamenité svahové sedimenty a permokarbonové horniny (pískovce, slepence, prachovce a jílovce). Povrch je rovinatý. V geomorfologickém členění Česka rezervace leží v celku Plaská pahorkatina, podcelku Plzeňská kotlina a okrsku Nýřanská kotlina. V tomto prostředí se na povrchu vyvinul převážně půdní typ fluvizem modální, v severozápadní části glej akvický, okrajově pseudoglej kambický a v jižní části kambizem dystrická.
Území odvodňují Luční a v západní části Vejprnický potok. Luční potok je přítokem Radbuzy, zatímco Vejprnický potok se vlévá do Mže. Oba tedy patří k povodí Berounky. V okolí obou potoků se vyvinuly rozsáhlé mokřady.
V rámci Quittovy klasifikace podnebí přírodní rezervace leží v mírně teplé oblasti MT11. Pro oblast MT11 jsou typické průměrné teploty −2 až −3 °C v lednu a 16–17 °C v červenci. Roční úhrn srážek dosahuje 600–750 milimetrů, počet letních dnů je 40–50, počet mrazových dnů se pohybuje mezi 110 a 130 a sněhová pokrývka zde leží průměrně 50–60 dnů v roce.

### Flóra
Předmětem ochrany jsou ekosystémy rákosin (6,3 % rozlohy) s převahou rákosu obecného (Phragmites australis), vegetace vysokých ostřic (17,3 %), trvale zaplavené plochy a tůně (1,1 %), mokřadní křoviny (0,8 %), agrární lada a louky (24 %) a mokřadní olšiny (3,8 %).
Vegetace v Janovském mokřadu není druhově významná, ale plní důležitou funkci prostředí pro zvláště chráněné živočichy. Mělké vodní plochy a toky obklopují porosty ostřice pobřežní (Carex riparia) a ostřice vyvýšené (Carex elata) nebo rákosiny. Sušší louky porůstá především třtina křovištní (Calamagrostis epigejos) a výše položená místa ve východní části mají charakter kulturních luk. Lesní porosty se postupně vyvíjejí do podoby mokřadních olšin a na jejich okrajích rostou pionýrské dřeviny, zejména břízy bělokoré (Betula pendula).
Rozšíření třtiny křovištní snižuje druhovou pestrost bezlesých ploch. Z invazních druhů rostlin se na lokalitě vyskytuje také zlatobýl obrovský (Solidago gigantea), zlatobýl kanadský (Solidago canadensis) a netýkavka malokvětá (Impatiens parviflora).

### Fauna
Z živočichů patří k předmětu ochrany jeřáb popelavý (Grus grus), jehož jeden pár v době vyhlášení rezervace hnízdil a vyváděl mláďata v biotopech rákosin. Dalším druhem je bobr evropský (Castor fiber). Soustava jím vybudovaných hrází na Lučním potoce ovlivňuje výšku hladiny povrchových vod, čímž vytváří stanoviště pro další ohrožené druhy vodních organismů (hmyzu, obojživelníků a ptáků). Pestrost prostředí ovlivňuje pravidelné rozrývání suchých povrchů prasetem divokým (Sus scrofa), ale v případě poškozování větších ploch může jeho činnost některé biotopy zničit.
Z ostatních skupin zvířat je Janovský mokřad významnou lokalitou pro obojživelníky, plazy a ptáky. Zaznamenán byl výskyt 105 druhů ptáků, a další mohou rezervaci navštěvovat během jarního nebo podzimního tahu. Obojživelníky v mokřadu zastupuje čolek velký (Triturus cristatus), čolek obecný (Lissotriton vulgaris), rosnička zelená (Hyla arborea), ropucha obecná (Bufo bufo), skokan štíhlý (Rana dalmatina), skokan zelený (Pelophylax esculentus) a skokan hnědý (Rana temporaria). Na otevřených sušších plochách se vyskytují plazi slepýš křehký (Anguis fragilis), ještěrka obecná (Lacerta agilis) a okolí vodních ploch vyhledává užovka obojková (Natrix natrix).
Ke kriticky ohroženým druhům na území Česka patří polák malý (Aythya nyroca), luňák červený (Milvus milvus), orel mořský (Haliaeetus albicilla) a jeřáb popelavý. Středně ohrožené druhy ptáků podle vyhlášky č. 395/1992 zastupuje volavka bílá (Ardea alba), čírka modrá (Anas querquedula), včelojed lesní (Pernis apivorus), chřástal vodní (Rallus aquaticus), chřástal kropenatý (Porzana porzana), bekasina otavní (Gallinago gallinago), konipas luční (Motacilla flava), slavík modráček (Luscinia svecica), rákosník velký (Acrocephalus arundinaceus), žluva hajní (Oriolus oriolus) a kavka obecná (Corvus monedula).